# Адольф Бернхард Меєр
Адольф Бернхард Мейєр (нім. Adolf Bernhard Meyer; 1840–1911) — німецький антрополог, орнітолог, ентомолог та герпетолог. Майже тридцять років працював директором Антропологічного та етнографічного музею (нині Дрезденського зоологічного музю) в Дрездені. Працював над порівняльною анатомією, був прихильником ідеї еволюції, і впливав на багатьох німецьких вчених, переклавши німецькою статті Дарвіна і Воллеса 1858 року, які вперше запропонували еволюцію шляхом природного відбору. Під впливом творів Воллеса, з яким він спілкувався, Меєр організував експедицію до Південно-Східної Азії, збирав зразки та записував свої спостереження з цього регіону.

## Біографія
Меєр народився в багатій єврейській родині в Гамбурзі і здобув освіту в університетах Геттінгена, Відня, Цюриха та Берліна. У 1874 році він став директором Антропологічного та етнографічного музею в Дрездені і пробув на цій посаді до виходу на пенсію в 1905 році. Він вивчав медицину в Цюриху та опублікував дисертацію про електричну стимуляцію нервів. У 1870 році він переклав твори Чарльза Дарвіна та Альфреда Рассела Воллеса німецькою мовою. Захоплений подорожами Воллеса, він організував мандрівку до Ост-Індії наприкінці XIX століття. Він зібрав численні зоологічні зразки. Він зібрав велику колекцію птахів, жуків та метеликів на Целебесі та Новій Гвінеї. Колекція зберігається в Зоологічному музеї Дрездена. Музей був зруйнований під час бомбардування Дрездена 13–15 лютого 1945 року і багато зразків було втрачено. У 1874 році він змінив Генріха Готліба Людвіга Райхенбаха на посаді директора цього ж музею. Серед його винаходів був «Дрезденський футляр» із заліза та скла, який він розробив для зберігання зразків. Він обіймав цю посаду до 1904 року. Він також вивчав земноводних та плазунів, описавши кілька нових видів ящірок, ендемічних для Нової Гвінеї. На додаток до птахів він вивчав приматів. Меєр описав Tarsius sangirensiis, маленького примата, якого він знайшов в Індонезії в 1897 році. Разом з Лайонелем Віглсвортом написав книгу «Птахи Целебеса та сусідніх островів» (1898).
На його честь названо бурого дивоптаха-шилодзьоба (Epimachus meyeri). Меєр назвав і описав кілька нових видів, серед яких паротія королівська (Parotia carolae), астрапія принцесова (Astrapia stephaniae), квіткоїд папуанський (Dicaeum geelvinkianum) та такахе (Notornis hochstetteri).
На честь Меєра згадується названо вид ящірок Typhlosaurus meyeri.

## Праці
- Abbildungen von Vogelskeletten (1879–95). Volume 1, Volume 2. (in German).
- Publikationen des königlichenethnographischen Museums zu Dresden (1881—1903). (in German).
- Album von Philippinentypen (1885—1904). (in German).
- The Birds of Celebes [Архівовано 2 червня 2018 у Wayback Machine.] (1885).
- The Distribution of the Negritos (1899).
- Studies of the Museum (of Natural History) and kindred Institutions of New York, etc. (1905).
- Amerikanische Bibliotheken und ihre Bestrebungen (1906). (in German).
- Die Römerstadt Agunt bei Lienz in Tirol [Архівовано 8 травня 2021 у Wayback Machine.] (1908). (in German).